# Skjerstadfjorden

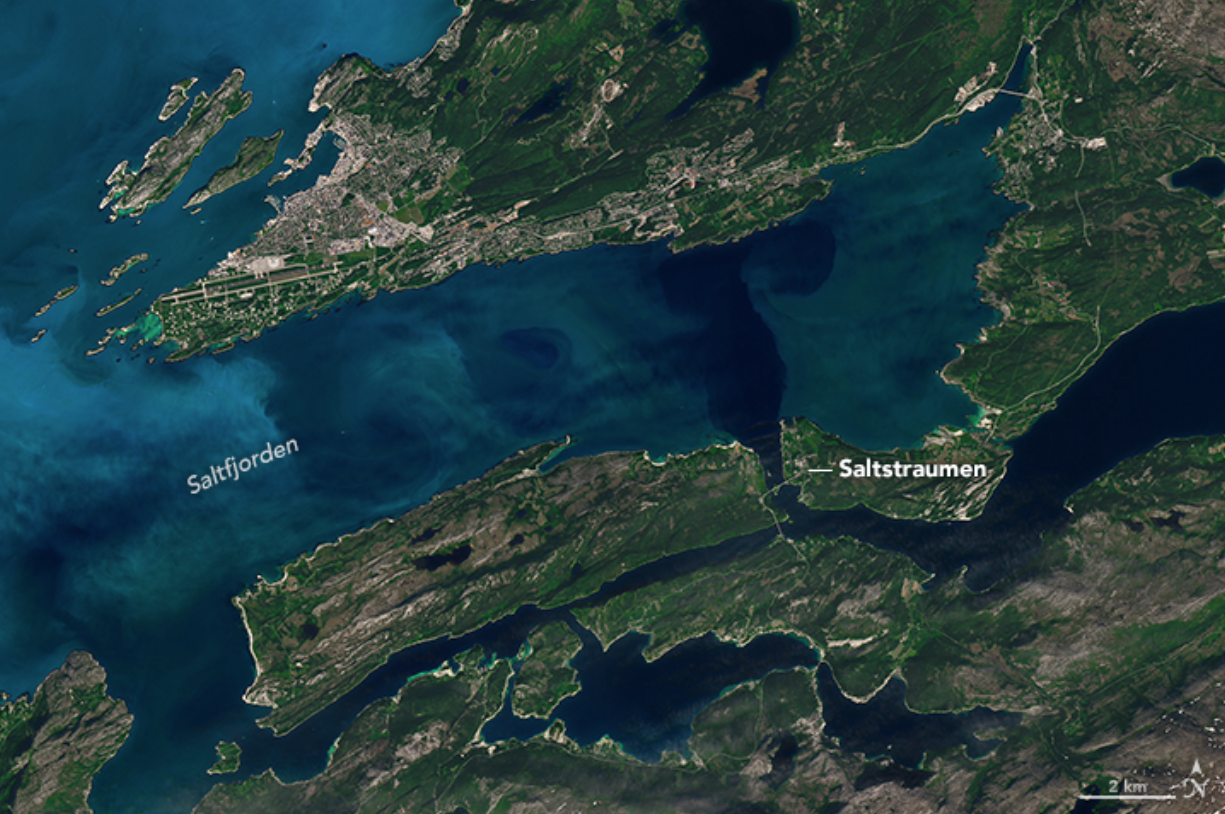
Saltfjorden, Saltstraumen i Skjerstadfjorden – zdjęcie satelitarne

Skjerstadfjorden – fiord w zachodnio-północnej Norwegii, część fiordu Saltfjorden.

## Geografia
Skjerstadfjorden stanowi centralną część fiordu Saltfjorden – poprzez cieśninę Saltstraumen połączony jest z ramieniem nazywanym Saltfjorden . Łączy się z Saltdalsfjorden, który prowadzi do miejscowości Rognan . Na południu ma jedno ramię – Misværfjorden . Na północy trzy krótkie zatoki: Valnesfjorden, Klungsetvika i Fauskewika .   